# 美洲非殖民化
美洲非殖民化指的是北美和南美国家脱离殖民统治独立的斗争过程。

## 美国
美国是美洲大陆第一个获得独立的国家,在1776年的《独立宣言》中宣布脱离英国统治，这以宣言在1783年的巴黎条约中获得认可。 除去原北美十三州地区以外，美国的其余领土原来分别属于英国、法国、西班牙、墨西哥、丹麦和俄罗斯。

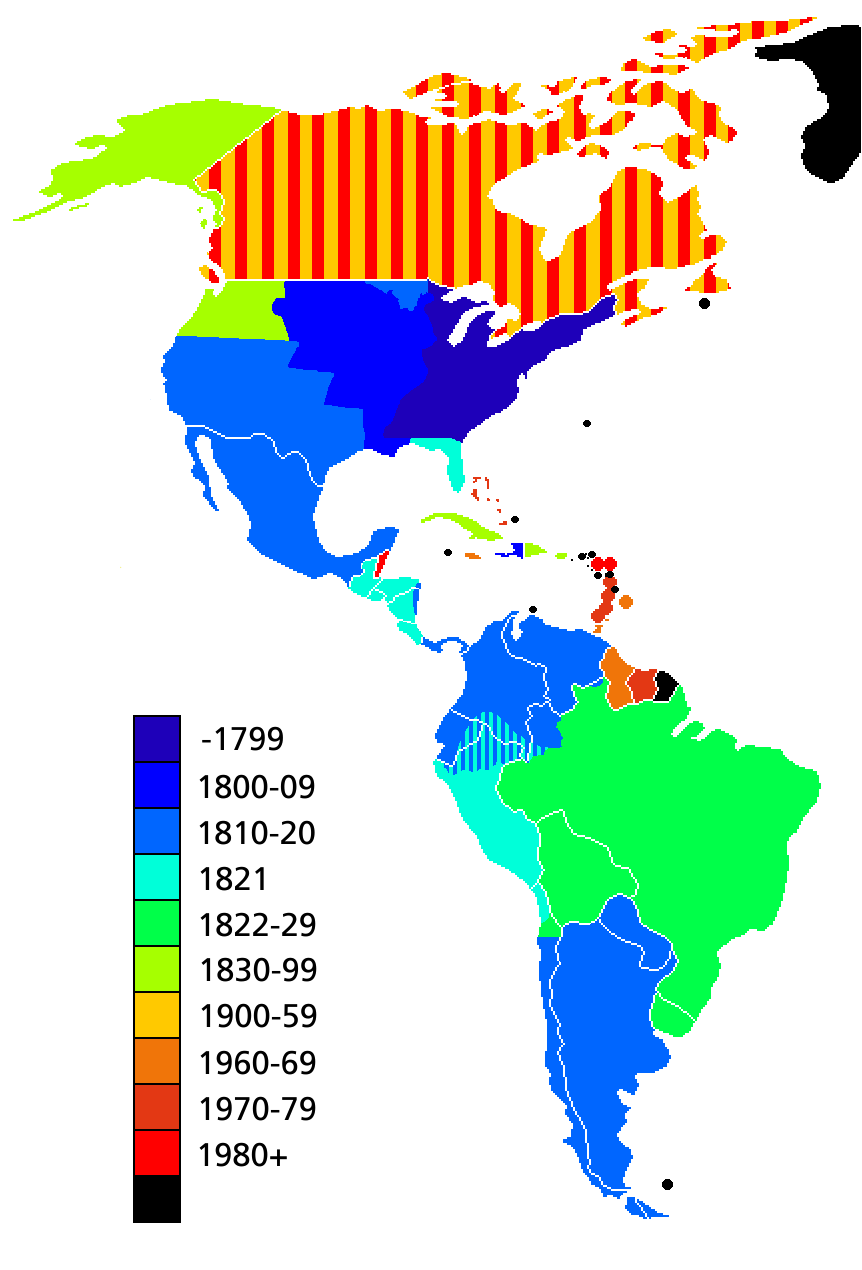
美洲国家独立日。注意，直到1867年美国才得到今天的领土范围。

## 海地
紧随法国革命, 很多自由思想不斷地传播到海地, 引致1791年出現的首次奴隸起义。直至1804年1月1日，雅克·德萨林宣布海地为自由共和国，与美国一起成为西半球最初的兩个独立国家。海地更是西半球唯一通过奴隶起义而获得独立的国家，也是第一个脱离欧洲国家殖民的以非洲裔为主体的国家。

## 西班牙殖民地
南美洲眾多的西班牙殖民地於十九世紀初, 通過南美獨立戰爭而贏取獨立。
玻利瓦尔和圣马丁领导了独立战争。尽管玻利瓦尔试图美洲大陆上说西班牙语的地区政治上保持统一，但是很多殖民地在各自宣布独立。并且在彼此间爆发了更大规模的战斗，如巴拉圭战争和硝石战争。
1810年代，相同的情况也发生在西班牙的北美和中美洲殖民地，如墨西哥独立战争、阿根廷獨立戰爭、委內瑞拉獨立戰爭和相关的一些斗争。
1898年, 美国赢得西班牙-美国战争佔領古巴和波多黎各，最终西班牙退出了美洲殖民的历史舞台。 
到20世纪早期依然有来自西班牙的穷苦移民和因政治原因流放的难民移居前殖民地, 特别是古巴，墨西哥和阿根廷。1970年代以后, 很多人从前殖民地移居西班牙。1990年代, 西班牙公司如Repsol和Telefónica增加在南美洲的投资，经常收购私营公司。

## 葡萄牙殖民地
葡萄牙殖民地于1822年由佩德罗一世 （葡萄牙国王 若昂六世之子），宣布独立，佩得罗一世成为巴西帝国第一任皇帝。
不像西班牙，葡萄牙没有分割它在美洲的殖民地，而是由位于萨尔瓦多的中央集权管理结构直接对里斯本的王国负责。因此不可能见到例如“葡属美洲”这样的称谓（类似西属美洲，荷属美洲等），巴西从很早开始就是一整块殖民地。
由于这个原因，1822年巴西独立的时候没有像它说西班牙语的邻国那样分裂成几个国家，在最初60年采用君主立宪的整体而不是联邦共和制也为国家统一作出了贡献。

## 加拿大
1867年7月1日成为大英帝国的管辖区域。这时的“加拿大领土”包括上加拿大和下加拿大(南安大略和魁北克), 新斯科舍省和新不伦瑞克省。 英国殖民地不列颠哥伦比亚 (1871年), 爱德华王子岛省 (1873年)和纽芬兰 (1949年,第二次世界大战后) 也相继加入联邦。英国也陆续失去鲁珀特领地，西北地区 (1870年)和北极圈附近属于加拿大的岛屿 (1880年)的控制 。
纽芬兰在1907年9月26日也获得自治权。
从1867年到1931年,英国控制着加拿大的外交，直到通过威斯敏斯特条约英国才移交了此权给加拿大。
而加拿大政府一直到1982年4月17日才将加拿大宪法从英国国会收回，至此加拿大正式脱离与英国的联系，新宪法也确认了加拿大作为主权独立国家的地位。但加拿大的国家元首依然是伊丽莎白女王，只不过她作为加拿大国家元首的称号是加拿大女王，而不是英国女王。
特克斯與凱科斯群島也曾经被提议作为新斯科舍省的一部分加入联邦。

## 二十世纪
直到20世纪才有一些国家陆续获得独立，它们是:
- 古巴：美國承認古巴獨立
- 牙买加：1962年脱离英国
- 特立尼达和多巴哥:1962年脱离英国
- 圭亚那（前英属圭亚那）: 1966年脱离英国
- 巴貝多：1966年脱离英国
- 巴哈马群岛:1964年英国允许该群岛内部自治，1973年, 巴哈马群岛取得完全的独立，但是仍然保持英联邦成员地位。
- 格瑞那達：1974年脱离英国
- 苏里南: 前身是荷属圭亚那，1975年脱离荷兰完全独立。
- 多米尼克：1978年脱离英国
- 聖露西亞：1979年脱离英国
- 聖文森及格瑞那丁：1979年脱离英国
- 安地卡及巴布達：1981年脱离英国
- 伯利兹 (前英属洪都拉斯): 1981年脱离英国
- 聖克里斯多福及尼維斯：1983年脱离英国

## 当前屬地
到21世纪下列地区依然受欧洲国家管轄，它们是:
- 安圭拉 (英国)
- 阿鲁巴 (荷兰王國構成國)
- 百慕达 (英国)
- 英属维尔京群岛 (英国)
- 开曼群岛 (英国)
- 库拉索 (荷兰王國構成國)
- 福克兰群岛 (英国)
- 法属圭亚那 (法国海外省)
- 瓜德洛普 (法国海外省)
- 马提尼克 (法国海外省)
- 蒙特塞拉特 (英国)
- 荷蘭加勒比區 (荷兰公共实体)
- 聖巴瑟米 (法国海外集體)
- 法屬聖馬丁 (法国海外集體)
- 圣皮埃尔和密克隆 (法国海外集體)
- 荷屬聖馬丁 (荷兰王國構成國)
- 特克斯和凯科斯群岛 (英国)
- 格陵蘭 (丹麥)

另外波多黎各和美属维尔京群岛现由美国管轄。
严格来说,
- 1986年1月1日阿鲁巴岛脱离荷属安地列斯群岛成为荷兰王国的自治领。就在按计划1996年完成独立的时候，1990年阿鲁巴岛提出请求终止了独立进程。
- 法属圭亚那，瓜德洛普和马提尼克岛并不认为是法国殖民地，而认为是海外法国领土的“不可分割的一部分”。

参看 联合国非自治领土列表